# Sidi Aïssa (distrito)
Sidi Aïssa é um distrito localizado na província de M'Sila, Argélia, e cuja capital é a cidade de mesmo nome. O distrito está dividido em três comunas.[carece de fontes?]